# 赫爾佩列
赫爾佩列（斯洛維尼亞語： 發音：[xəɾˈpeːljɛ] ⓘ，原拼為 Herpelje），是斯洛文尼亞西部沿海地區赫尔佩列-科济纳市镇的聚居地及行政中心。

## 教堂
當地的教區教堂是獻給隱士聖安東尼，屬於天主教科佩爾教區。

## 外部連結
- 维基共享资源上的相關多媒體資源：赫爾佩列
- Hrpelje on Geopedia （页面存档备份，存于）